# ون إير
ون إير، (بالإنجليزية: Air One)‏. شركة طيران إيطالية تعمل في شركة ون إير سمارت للنقل الجوي. وقد عملت كمشغل تابع لشركة الخطوط الجوية المنخفضة التكلفة في أليطاليا مع قواعد تشغيلية في مطار كاتانيا فونتاروسا ، ومطار باليرمو فالكون-بورسيلينو ، ومطار بيزا ، ومطار البندقية ماركو بولو ، ومطار فيرونا فيلافرانكا ؛ بينما كانت تيرانا مدينة تركيز. ون إير هي عبارة عن جزء من الإنجليزية معنى Air One والكلمة الإيطالية "airone" ، والتي تعني مالك الحزين (الطائر الذي تم تصويره في شعار شركة الطيران) ، والذي كان أيضًا رمز النداء الخاص بشركة الطيران.

## خلفية تاريخية
قبل الاندماج مع شركة أليطاليا ، كانت شركة ون إير منافسة ، وهي ثاني أكبر شركة طيران في إيطاليا ، مع شبكة تضم 36 وجهة في إيطاليا وأوروبا وأمريكا الشمالية. وكانت قواعدها الرئيسية هي مطار ليوناردو دا فينشي-فيوميتشينو في روما ، ومطار لينيت في ميلانو ومطار تورينو.
توقفت شركة ون إير في 30 أكتوبر 2014 كجزء من المفهوم الجديد لشركتها الأم أليطاليا على أساس شراكتها الجديدة مع الاتحاد للطيران. تم إلغاء جميع المسارات أو الاستيلاء عليها بواسطة أليطاليا نفسها.